# Бродский, Властимил
Властими́л Бро́дский (чеш. Vlastimil Brodský; 15 декабря 1920, Грушов, Чехословакия, ныне Чехия — 20 апреля 2002, Слунечна, Чехия) — чешский актёр театра, кино и телевидения. Народный артист Чехословакии (1988).

## Биография
В 1940-х годах начинает играть в театре, в частности, работал в пражском Театре в Виноградах. В кино с 1944 года («Богема»). Снялся в более чем 100 фильмах.
Был женат на танцовщице Божене Бродской (1922—2019), а в 1965–1983 годах был женат на актрисе Яне Брейховой. Сын, Марек Бродский (род. 1959), — актёр, а дочь, Тереза Бродская (род. 1968), — актриса.
Покончил с собой 20 апреля 2002 года.

## Избранная фильмография

### Актёр
- 1937 — Мир принадлежит нам / Svět patří nám
- 1944 — Богема / Bohéma  — скульптор (к/м)
- 1946 — Шаловливый бакалавр / Nezbedný bakalář — Мендик
- 1947 — Похищенная граница / Uloupená hranice — художник
- 1951 —  / Vzbouření na vsi  — Пепик
- 1953 — Тайна крови / Tajemství krve — доктор Коздера
- 1954 — Кафе на главной улице / Kavárna na hlavní třídě — следователь
- 1954 — Сегодня вечером всё кончится / Dnes večer všechno skončí — Крейза
- 1954 — Война за веру: Магистр / Jan Hus — молодой человек
- 1955 — Безумные среди нас / Blázni mezi námi — заказчик
- 1956 — Зарево над Кладно / Rudá záře nad Kladnem — Голечек
- 1956 — Образцовый кинематограф Ярослава Гашека / Vzorný kinematograf Haška Jaroslava
- 1956 — Поправьте фокус! / Zaostřit, prosím! — Мацек
- 1956 —  / Hotel Pokrok  (к/м)
- 1957 — Сентябрьские ночи / Zářijové noci — рядовой Гуса
- 1957 — Война за веру: Полководец / Jan Žižka — Йохлик, denunciant
- 1957 — Разрешите доложить / Poslušně hlásím — венгерский пехотинец (в советском прокате «Швейк на фронте»)
- 1957 — Бомба / Bomba — Зайч, каменщик
- 1957 — Отправление 13:30 / Florenc 13.30  — пассажир Ян Мария Чук
- 1958 — Сегодня в последний раз / Dnes naposled — антиквар
- 1958 — Стремление / Touha
- 1958 — О вещах сверхъестественных / O věcech nadpřirozených — Сембера - охранник банка
- 1958 — Три желания / Tři přání — Карел
- 1959 — Пять из миллиона / Pět z miliónu — Йирка
- 1959 — Дядя / Strejda — вор (к/м)
- 1959 — Потерянная фотография / Přátelé na moři (СССР, ЧССР) - тур-менеджер Турчек
- 1960 — Где чёрту не под силу / Kam čert nemůže — Боровицка
- 1961 — Ябедники / Žalobníci — Ханцль
- 1961 —  / Spadla s měsíce — předseda JZD Hudec
- 1961 —  / Hledá se táta  — полицейский
- 1961 — Мгновения героя / Hrdinové okamžiku (сериал)
- 1961 — Флориан / Florián — профессор Гнупка
- 1962 —  / Turista (к/м)
- 1962 — Невидимые миру слёзы / Slzy, které svět nevidí — Двоеточиев (к/м)
- 1963 — Король королю / Král Králů — Эда Брабеч
- 1963 — Вот придёт кот / Až přijde kocour — учитель Роберт
- 1963 — Транспорт из рая / Transport z ráje — Мукл
- 1963 —  / Cas jerabin  — Франтишек Вальда (к/м)
- 1964 — Если бы тысяча кларнетов / Kdyby tisíc klarinetů — полковник Корунд
- 1964 — Отвага на каждый день / Každý den odvahu — редактор
- 1964 — Папа, достань щенка! / Táto, sežeň štěně — Якоубек, рейнджер
- 1964 —  / Jak křeček snědl dědu Mráze  — рассказчик, озвучивание (к/м)
- 1964 — Ковёр и мошенник / Čintamani a podvodník — полицейский
- 1965 — Белая дама / Bílá paní — бургграф Йиндрих Пупенец
- 1965 — Утраченное лицо / Ztracená tvár
- 1966 — Приговорённый из Пинктауна / Odsouzený z Pinktownu — палач (ТВ, к/м)
- 1966 — Поезда под пристальным наблюдением / Ostře sledované vlaky — Зедничек
- 1966 — Люди из фургонов / Lidé z maringotek — акробат
- 1967 — Женщине даже цветами не угодишь / Ženu ani květinou neuhodíš — Лудвик
- 1967 — Капризное лето / Rozmarné léto — майор Гуго
- 1968 — Преступление в кафе-шантане / Zločin v šantánu — министр
- 1968 — Конец священника / Farářův konec — священник Альберт
- 1968 — Тринадцатая комната / Třináctá komnata
- 1968 — Пражский Шерлок Холмс / Pražský Sherlock Holmes — следователь Росицкий (ТВ, к/м)
- 1969 — Все добрые земляки / Všichni dobří rodáci — Očenáš
- 1969 — Джентльмены / Světáci — Густав Проуза
- 1969 — Жаворонки на нитке / Skřivánci na niti — профессор
- 1970 — Дьявольский медовый месяц / Ďábelské líbánky — доктор Костогрыз
- 1970 — 1978 — Пан Тау / Pan Tau — Малек (сериал)
- 1970 — Похождения красавца-драгуна
- 1971 —  / Pět mužů a jedno srdce  — доктор Гибл
- 1971 — Смерть чёрного короля / Smrt černého krále — король Людвиг
- 1971 — Собаки и люди / Psi a lidé — Гавелка (эпизод «Верность»)
- 1971 —  / Touha Sherlocka Holmese  — Врабельский
- 1972 — Секрет племени Бороро / Akce Bororo — доктор Бургер
- 1973 — 30 девушек и Пифагор / 30 panen a Pythagoras — Бром
- 1974 — Адам и Отка / Adam a Otka — Венцль
- 1974 — Якоб-лжец / Jakob, der Lügner — Якоб Гейм
- 1974 — Ночь на Карлштейне / Noc na Karlštejně — император Карл IV
- 1975 — Купание жеребят / Plavení hříbat
- 1975 — Подходим ли мы друг другу, дорогой? / Hodíme se k sobe, miláčku...? — Виктор
- 1976 — На хуторе у леса / Na samotě u lesa —
- 1976 — Пора любви и надежд / Čas lásky a naděje — Феррамонти
- 1977 —  / Tak láska začíná...  — Кртицка
- 1977 — Завтра встану и ошпарюсь чаем / Zítra vstanu a opařím se čajem — инженер Бауэр
- 1977 — Да здравствуют духи! / Ať žijí duchové! — Вавра - директор школы
- 1977 — Час правды / Hodina pravdy — Карел Томас
- 1977 — Летающие тарелки над Большим Маликовом / Talíře nad Velkým Malíkovem
- 1978 — Ничего не хочу слушать / Nechci nic slyset — Беда
- 1978 — Серебряная пила / Stříbrná pila — Дубинак (сериал)
- 1979 —  / Smrt na černo  — инспектор Коуток
- 1979 — Дело в замке / Das Ding im Schloß — профессор К.
- 1979 — Но доктор... / Ale doktore! — доктор Себастьян Фланке (ТВ)
- 1979 — Арабелла / Arabela — сказочный король (сериал)
- 1980 — Юлик / Julek — Буцек
- 1980 —  / Tchán  — дедушка
- 1980 —  / A nebojíš se, princezničko? — рассказчик / колонисты (ТВ)
- 1981 —  / Něco je ve vzduchu  — Вацлав Йебавий
- 1981 — Тайна Карпатского замка / Tajemství hradu v Karpatech — Игнац
- 1981 — Вынужденное алиби / Krtiny — депутат Гумпрл
- 1981 — Посчитать овечек / Počítání oveček — лечащий врач Клофак (ТВ)
- 1981 —  / Tajemství ďáblovy kapsy
- 1982 — Отель «Полан» и его постояльцы / Hotel Polan und seine Gäste — ребе Бродский (сериал)
- 1982 — О лебеде / O labuti (ТВ)
- 1983 — Гости / Návštěvníci — Алоис Драгослав Дрхлик (сериал)
- 1983 — Конец чуда / A csoda vége — Дьёрдь
- 1983 —  / Tažní ptáci — Фендрих (ТВ)
- 1984 — Остались только слёзы / Oči pro pláč — Шлама
- 1984 — Луция, гроза улицы / Lucie, postrach ulice — рассказчик, озвучивание
- 1984 — И снова эта Луция! / ...a zase ta Lucie! — рассказчик
- 1984 —  / Anynka a čert — Вирпавец, озвучивание (ТВ)
- 1985 — Растворившийся, рассеившийся / Rozpuštěný a vypuštěný — Оулик
- 1986 — Большое киноограбление / Velká filmová loupež
- 1986 — Меня преследует смех / Smích se lepí na paty — Йошка Платейц
- 1986 — Сироты бывают разными / Není sirotek jako sirotek — Клофак
- 1987 — Шут и королева / Sasek a královna — Вацлав
- 1988 — У надежды – глубокое дно / Naděje má hluboké dno — мистер Дласк (ТВ)
- 1989 — История 88 / Příběh '88 — отец Анны
- 1989 —  / L.P. 1948  (к/м)
- 1989 — 1993 — История криминалистики / Dobrodružství kriminalistiky — Чемберлен Теодор (сериал)
- 1990 —  / Král kolonád  — владелец кофейни Брод
- 1990 — Летающие кроссовки / Motýlí čas — доктор Рене
- 1991 — Фреоновый дух / Freonový duch — Леопольд Лоренц
- 1991 — Лабиринт / Labyrinth
- 1993 — Бессмертная тетушка / Nesmrtelná teta — рассказчик, озвучивание
- 1993 — Арабелла возвращается / Arabela se vrací — король (сериал)
- 1995 — 2000 — Жизнь в замке / Život na zámku — Ванек (сериал)
- 1995 — Слишком шумное одиночество / Une trop bruyante solitude — дядя Альберт
- 1999 — Возвращение потерянного рая / Návrat ztraceného ráje — Ocenás
- 2000 — Когда дедушка любил Риту Хейворт / Ab ins Paradies — дедушка Зигмунд
- 2000 — Бабье лето / Babí léto — Франтишек Гана
- 2001 — Осень вернулась / Podzimní návrat — Марек

### Сценарист
- 1970 — Дьявольский медовый месяц / Ďábelské líbánky

## Награды
- 1967 — Заслуженный артист ЧССР

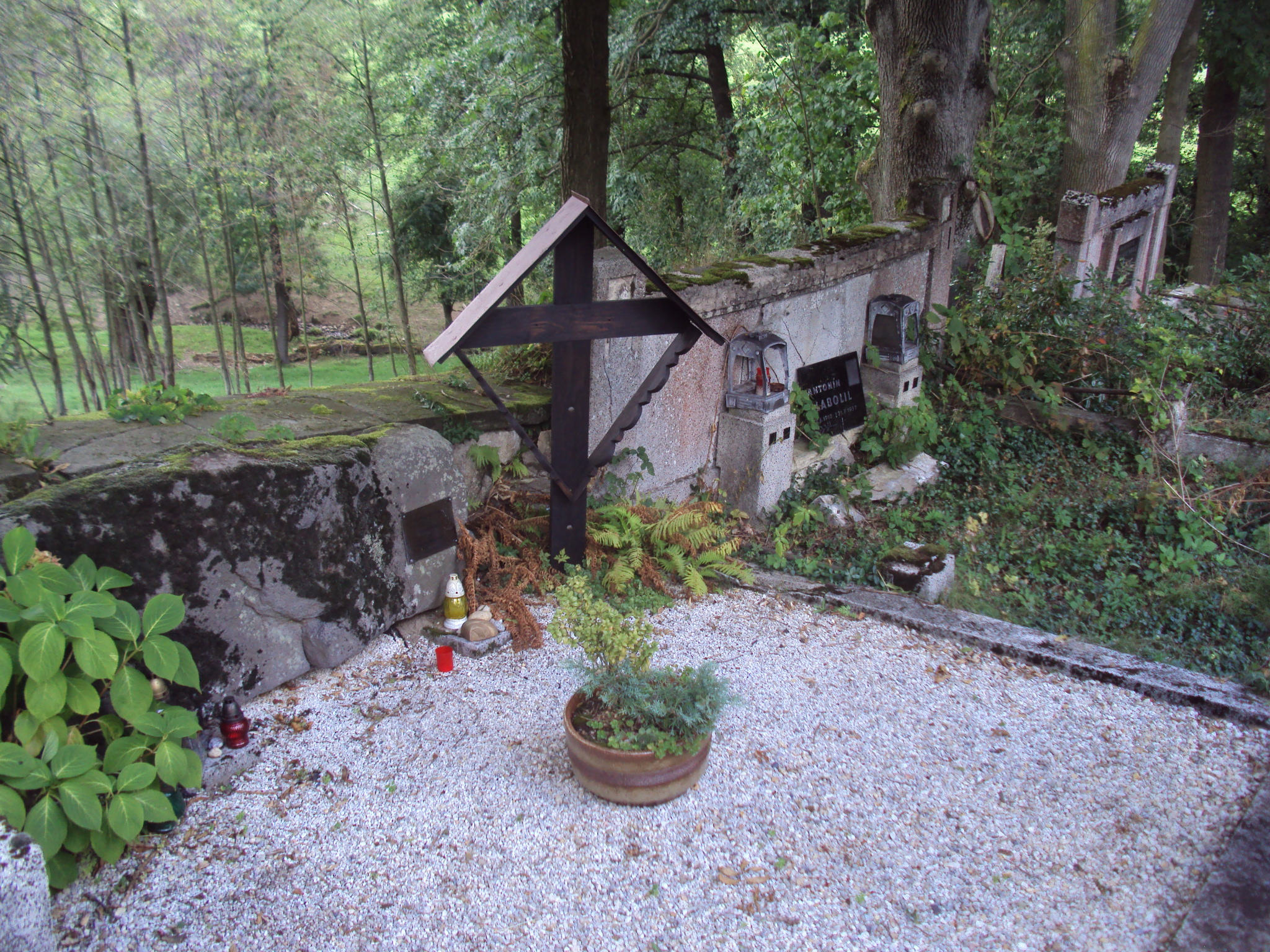
Могила Властимила Бродского в Слунечне

- 1975 — Национальная премия ГДР («Якоб-лжец»)
- 1975 — «Серебряный Медведь» за лучшую мужскую роль 25-го Берлинский международного кинофестиваля («Якоб-лжец»)
- 1988 — Народный артист ЧССР
- 2001 — «Чешский лев»
- 2001 — Медаль «За заслуги» II степени
- 2002 — Специальный приз за выдающийся вклад в мировое кино кинофестиваля в Карловых Варах